# مخيم ضبية
يقع مخيم ضبية على بعد 12 كيلومتر إلى الشرق من مدينة بيروت فوق تلة مطلة على الطريق السريع الواصل بين بيروت وطرابلس. وقد تأسس المخيم عام 1956 بهدف إيواء اللاجئين الفلسطينيين الذين جاؤوا من منطقة الجليل في شمال فلسطين بالأخص من البصة، وبعض العائلات من كفر برعم، إقرت، وحيفا وعكا واغلبهم من المسيحيين. ويوجد حاليا أكثر من 4,000 لاجئ يعيشون في المخيم.
وبسبب موقعه الاستراتيجي، فقد عانى المخيم من الكثير من أعمال العنف وتعرض للكثير من الدمار خلال الحرب الأهلية اللبنانية. أُعدم 70 من أهالي المخيم عام 1976 على ايدي حزب الكتائب وأعوانه، وفي عام 1990 وحده، تعرضت ربع المساكن فيه للدمار أو للتلف الشديد فيما تم تهجير ما يزيد عن 100 عائلة من العائلات التي تقطن فيه، وأغلبها من اللاجئين الفلسطينيين المسيحيين. وهو مخيم اللاجئين الفلسطينيين الوحيد الباقي في الضواحي الشرقية لبيروت.
يعيش سكان المخيم في ظل صعوبات اقتصادية شديدة، والعديد منهم عاطلون عن العمل. ويعمل عدد قليل من الرجال كعمالة مؤقته فيما يعمل بعض الشباب في المحال أو كعمال نظافة. وتخضع البنية التحتية في المخيم حاليا لأعمال إعادة تأهيل شاملة.